# Heterocercus aurantiivertex
A Heterocercus aurantiivertex a madarak osztályának verébalakúak (Passeriformes) rendjébe és a piprafélék (Pipridae) családjába tartozó faj.

## Rendszerezése
A fajt Philip Lutley Sclater és Osbert Salvin angol ornitológusok írták le 1880-ban.

## Előfordulása
Dél-Amerika északnyugati részén, Brazília, Ecuador és Peru területén honos. Természetes élőhelyei a szubtrópusi és trópusi mocsári erdők és száraz cserjések.

## Megjelenése
Testhossza 14 centiméter, testtömege 21–22 gramm.

## Életmódja
Gyümölcsökkel és rovarokkal táplálkozik.

## Természetvédelmi helyzete
Az elterjedési területe elég nagy, egyedszáma pedig stabil. A Természetvédelmi Világszövetség Vörös listáján nem fenyegetett fajként szerepel.